# Aphaenogaster pannonica
Aphaenogaster pannonica é uma espécie de inseto do gênero Aphaenogaster, pertencente à família Formicidae.